# Sklon dráhy
Sklon dráhy (cizím slovem inklinace) je jedním z elementů dráhy, popisujících pohyb kosmického tělesa (přirozeného, např. planety, komety apod., nebo umělého) v kosmickém prostoru. Vyjadřuje úhel, který svírá oběžná rovina se základní rovinou příslušné souřadné soustavy. Značí se i a vyjadřuje se ve stupních, řidčeji v radiánech (rad).

## Charakteristika
Pro kosmická tělesa obíhající kolem Slunce (např. planety nebo meziplanetární sondy) určuje základní rovinu ekliptika, pro kosmická tělesa obíhající kolem planet (např. jejich měsíce nebo umělé družice) je touto rovinou rovník příslušné planety. U těles, obíhajících kolem jiných hvězd než je Slunce, je touto rovinou rovina tečná k nebeské sféře v bodě průmětu obrazu této hvězdy na nebeskou sféru.
Obíhá-li kosmické těleso kolem Slunce ve stejném smyslu, jako obíhají planety, nebo kolem planety ve stejném smyslu, jako tato rotuje kolem své osy (tedy po tzv. přímé čili prográdní dráze), je hodnota sklonu v rozmezí 0° < i <90°; v opačném případě (tedy při oběhu pro zpětné čili retrográdní dráze, je hodnota sklonu v rozmezí 90° < i ≤180°. Dráhy se sklonem 0° se nazývají rovníkové dráhy, se sklonem 90° se nazývají polární dráhy.